# Labidosaurikos
Labidosaurikos is een geslacht van uitgestorven captorhinide anapside reptielen dat ongeveer 279 tot 272 miljoen jaar geleden leefde tijdens het Kungurien van het Vroeg-Perm.
Labidosaurikos is een belangrijke vondst in de rode bedden uit het Perm van Noord-Amerika, waar captorhiniden vaak worden gevonden, want het is een belangrijke ontdekking in de evolutie van herbivoren bij grote captorhiniden gezien de meerdere rijen tandplaten. Dit is een kenmerk dat het niet deelt met Labidosaurus hamatus, wiens gebit lijkt op meer basale, voornamelijk enkeltandige vormen. De eerste fossielen van Labidosaurikos kwamen uit Oklahoma en later werden vondsten ontdekt in Texas.
De meeste informatie die aan Labidosaurikos wordt toegeschreven, is gebaseerd op de schedelanatomie van de enige goed ondersteunde soort Labidosaurikos meachami, aangezien er geen collecties van het appendiculaire skelet zijn. Captorhinide anatomie en onderlinge verwantschappen zijn vooral bekend van andere geslachten uit het Vroeg-Perm zoals Romeria, Protocaptorhinus, Rhiodenticulatus, Captorhinus en Labidosaurus. Labidosaurikos maakt deel uit van een minder bekende verzameling captorhiniden uit jongere Perm-afzettingen, Moradisaurus is een voorbeeld.

## Naamgeving
De eerste schedel van Labidosaurikos werd rond 1939 ontdekt in de Hennessey-schalie in Crescent, Oklahoma en werd aan de Amerikaanse paleontoloog John Willis Stovall  gegeven. Die heeft het echter pas in 1950 benoemd wegens ziekte. Tot op de dag van vandaag is deze eerste schedel een van de best bewaarde exemplaren van Labidosaurikos. De typesoort is Labidosaurikos meachami. De geslachtsnaam betekent Labidosaurus-achtig, eikos in het Grieks, vanwege de opvallende gelijkenis met de andere captorhinide Labidosaurus hamatus. De naam Labidosaurus betekent zelf in het Grieks 'tanghagedis' vanuit labis, 'tang' of 'pincet' en σαυρος (sauros), 'hagedis'. De soortaanduiding was een eerbetoon aan de decaan van de Universiteit van Oklahoma Edgar D. Meacham. Het holotype is OMNH 04331, de schedel.
Everett Claire Olson ontdekte in 1949 de tweede soort Labidosaurikos barkeri in de bovenste laag van de Clear Fork Group van de Choza-formatie in Noord-Texas en benoemde de soort in 1954. De soortaanduiding eert Wade Barker die het onderzoek ondersteunde. Het holotype is FMNH UR 110, een skelet met schedel. Labidosaurikos barkeri verschilt van Labidosaurikos meachami doordat hij één rij tanden minder heeft in zowel de bovenkaak als de onderkaak. In 1959 stelde R.J. Seltin dat L. barkeri een jonger synoniem was en dat het verschil in grootte tussen de exemplaren een gevolg was van een verschil in individuele leeftijd. Aan beide soorten zijn losse botten toegewezen maar het gaat allemaal om slecht materiaal, vooral wat de postcrania betreft.

## Beschrijving
Labidosaurikos is een groot herbivoor anapside reptiel met een zwaar geornamenteerde schedel en had een haakvormige snuit die kenmerkend is voor alle captorhiniden. Alleen van Labidosaurikos meachami is typerend materiaal bekend in de schedel en onderkaken. Schattingen van de lichaamslengte komen uit op ongeveer 1,3 meter op basis van de verhouding tussen lichaamslengte en schedellengte bij andere grote herbivore captorhiniden zoals Captorhinus aguti. De meeste anatomische beschrijvingen worden echter beperkt door het feit dat alleen schedels en schedel- en onderkaakfragmenten het fossielenbestand vormen. Zonder ledematen of fragmenten kan er geen gefundeerde beschrijving zijn van meer morfologie dan de schedel.

### Schedel
Van Labidosaurikos heeft het grootste volwassen exemplaar een schedel die 280 millimeter lang was, wat het de op een na grootste captorhinide maakt na Moradisaurus gandis, ook een lid van de captorhinide onderfamilie Moradisaurinae met meerdere reeksen tanden. De schedel van Labidosaurikos heeft de wijd uitlopende achterste schedelwanden die worden gezien bij alle andere meertandige taxa, zoals Labidosaurus. De foramina aanwezig op de schedel omvatten een foramen pineale op het schedeldak. De oogkassen en uitwendige neusgaten hebben een elliptisch profiel.
Op het schedeldak maken de voorhoofdsbeenderen iets meer dan een derde van de totale lengte van de schedel uit en hebben ze evenwijdige zijden die aan de achterkant eindigen op een beennaad die haaks staat op de lengteas. De kenmerkende lange en slanke prefrontalia van Labidosaurikos met traanbeenderen die achteraan breed zijn en smal naar voren toelopen richting neusgaten, zijn de belangrijkste kenmerken die aanvankelijk een gelijkenis met Labidosaurus suggereerden. Een captorhinide kenmerk, de lange haakvormige snuit, bestaat uit een lange overlappende kruising tussen neus- en traanbeenderen hoewel het neusbeen iets breder is dan die van de meeste andere captorhiniden en zich ventrolateraal iets meer dan halverwege de snuit uitstrekt. Op het schedeldak zijn postfrontalia en postorbitalia relatief kort en verschillen slechts weinig in grootte. De wandbeenderen zijn gebogen en gepaard geven ze het schedeldak een licht gewelfd uiterlijk in tegenstelling tot de wandbeenderen van andere captorhiniden. Elk van de wandbeenderen is overlangs gebogen en overlapt de beennaden van verschillende schedeldakelementen. Het schedeldak is aanzienlijk geornamenteerd. Grote putjes omringen de beennaad van het postparietale en zijn dieper dan alle andere putjes die op de schedel voorkomen.

### Verhemelte en gebit
Het verhemelte van Labidosaurikos vertoont een algemene gelijkenis met het normale patroon van de captorhiniden; er zijn enkele specialisaties die gepaard gaan met de aanwezigheid van meerdere rijen tanden. Enkele van deze kenmerken zijn een transversale vernauwing van het verhemelte door mediaal uitzettende tandlaminae van de maxillae en het verlies van tanden van het verhemeltebeen en het voorste uitsteeksel van de pterygoïde. De naar voren en beneden gerichte premaxillae bevatten ieder vijf lange premaxillaire tanden die naar achteren kleiner worden, zoals het geval is bij andere captorhiniden. Het bovenkaaksbeen is mediaal sterk vergroot, dit vernauwt het verhemelte en vormt een tandplaat die de zes parallelle rijen tanden herbergt. De tanden die in de bovenkaak staan, zijn gelijkvormig. Het zijoppervlak van het bovenkaaksbeen vertoont een laterale buiging die een kenmerkende zwelling van de wang veroorzaakt die ook wordt gezien bij de enkelrijige Labidosaurus, Captorhinus aguti en andere soorten met meerdere rijen. Bovendien is de septomaxilla kenmerkend voor de familiegroep, maar deze heeft een krachtig uitsteeksel naar achteren en boven dat zich uitstrekt tot aan het schedeldak om tussen traanbeen en neusbeen in te voegen.
Net als de expansie in de maxillae, breiden de dentaria van de onderkaken zich overdwars uit in de wal van de tandkassen en bergen meerdere rijen tanden. Deze zes rijen conische pinachtige tanden komen voor op binnenste verbredingen bij zowel maxillae als dentaria.

### Postcrania
De postcrania zijn slecht bekend. De doornuitsteeksels van de wervels zijn afwisselend lang en kort. Het opperarmbeen is uitzonderlijk slank, lang en soepel bolvormig naar voren, wat een eigenschap is die wordt gedeeld door Moradisaurus.

## Paelo-milieu-informatie en paleobiologie

### Omgeving
Exemplaren van Labidosaurikos zijn gevonden in rode bedden uit het Perm van Noord-Amerika. Er zijn exemplaren gevonden in de Hennessey-schalie in Crescent, Oklahoma, evenals in de Lower Vale, Choza en Arroyo-formaties in het noorden van centraal Texas. Deze locaties hebben kritische informatie opgeleverd over de vroege evolutie van tetrapoden en captorhiniden en komen zeer vaak voor in deze afzettingen. De gekleurde bedden met afwisselend kenmerkende rood-groene randen worden gevormd door niet-mariene en mariene reeksen sedimenten die in de loop van de tijd om beurten zijn afgezet. De alternatieve sedimentatie geeft aan dat de omgeving waarin Labidosaurikos leefde, de rand was van de waterbuffers die overvloedig aanwezig waren in deze gebieden tijdens het Vroeg-Perm en die een substantiële flora konden ondersteunen.

### Voeding/dieet
Een van de weinige aspecten van de biologie en het gedrag van Labidosaurikos die kunnen worden afgeleid uit het beperkte fossielenbestand, is het dieet. De morfologie van het gebit met meerdere rijen en aspecten van de schedel ondersteunen de hypothese van een herbivoor dieet.
Morfologie van het gebit laat zien dat de tandplaattanden relatief klein en isodont zijn en slijtfacetten hebben die gewoonlijk kenmerkend zijn voor het vermalen van voedsel. De mandibulaire tandenrijen rusten tussen de maxillaire tandenrijen en hebben meerdere contactpunten die in beweging elkaar kunnen passeren, wat een noodzakelijke eigenschap is om vezelig plantaardig materiaal te versnipperen. Dit zou echter een propalinale kaakbeweging vereisen, van voor naar achter. Groeven op de slijtagevlakken van de tanden kunnen normaal gesproken worden gebruikt om de kaakbeweging te bepalen, maar ze zijn niet aanwezig bij Labidosaurikos zodat bewijs buiten het gebit nodig was. Het vermogen van het quadratum om van voor naar achter over het articulare te schuiven heet propalinie, maar bij de holotypeschedel die door Stovall werd geleverd, was het gewrichtsvlak beschadigd. Een dergelijke propalinie is duidelijk bij twee andere captorhiniden, een genaamd Moradisaurus deelt het lidmaatschap van de onderfamilie Moradisaurinae met Labidosaurikos. De morfologie van het gewricht bij Moradisaurus geeft aan dat Labidosaurikos mogelijk in staat is geweest tot propalinie omdat articulaire fragmenten grotere gelijkenis vertonen met Moradisaurus dan met meer basale captorhiniden.
Ander osteologisch bewijs voor herbivore voeding via propalinie bij Labidosaurikos is een gewelfd schedeldak, een kenmerk dat significant verschilt van Labidosaurus, Captorhinus en andere meer basale captorhiniden. Dit kenmerk wordt weerspiegeld door een achterste verbreding van de beenplaat over het achterhoofd van het squamosum, die suggereert dat hier spiervezels hun oorsprong vinden die doorlopen in de onderkaak. Deze spiervezels zouden in het coronoïde uitsteeksel worden ingebracht onder een hoek van vijfenveertig graden ten opzichte van het horizontale vlak en vormen een configuratie die ondersteunt dat de onderkaak naar achteren wordt getrokken, waardoor propalinie mogelijk wordt.

## Classificatie
De positie van Labidosaurikos is vaak veranderd door de vraag of meerdere tandenreeksen twee keer of één keer onafhankelijk zijn geëvolueerd. Bij de cladistische analyse van de verwantschappen van captorhiniden was oorspronkelijk het uitgangspunt dat alle grote soorten met meerdere tandrijen in een monofyletische groep stonden met Captorhinus aguti, wat bevestigd scheen te worden door het feit dat zulke rijen ideaal zijn voor herbivoren. Meer afgeleide captorhiniden zijn meestal groter dan de meer basale groepen en dit leidde tot de hypothese dat zulke grote captorhiniden met meerdere tandrijen en een grote buikholte een monofyletische groep waren. Een recentere volledige analyse van de schedelanatomie van Labidosaurikos in 1995 onthulde echter dat er niet alleen meer gelijkenis in grootte was met Labidosaurus dan met Captorhinus, maar dat er ook opvallende gelijkenis in de schedelbouw was, inclusief maar niet beperkt tot synapomorfieën als de smalle snuit, en het lange en smalle voorste uitsteeksel van het voorhoofdsbeen. De eerdere simplistische indeling werd ook doorbroken door een andere enkelrijige captorhinide, Eocaptorhinus die alleen te onderscheiden was van Captorhinus aguti door de aanwezigheid van een enkele rij tanden. Nieuwe cladistische analysen op basis van deze informatie ondersteunde de hypothese dat de oorsprong van rijen met meerdere tanden bij Captorhinidae diphyletisch, dus tweevoudig, is en dat Labidosaurikos nauwer verwant is aan Labidosaurus met één rij dan aan Captorhinus aguti.